# Conil Club de Fútbol
El Conil Club de Fútbol és un club de futbol amb seu a Conil, a la comunitat autònoma d'Andalusia. Fundat l'any 1931, juga a Tercera Divisió – Grup 10, i celebra els partits a casa a l'Estadi José Antonio Pérez Ureba, amb una capacitat per a 1.500 seients.

## Història
La temporada 2018-19 Conil va acabar en la 17a posició de Tercera Divisió, grup 10.

## Temporada a temporada
| Temporada | Nivell | Divisió    | Posició | Copa del Rei |
| --------- | ------ | ---------- | ------- | ------------ |
| 1931–89   | 5      | Regional   | —       |              |
| 1989/90   | 5      | Reg. Pref. | 8è      |              |
| 1990/91   | 5      | Reg. Pref. | 10è     |              |
| 1991/92   | 5      | Reg. Pref. | 6è      |              |
| 1992/93   | 5      | Reg. Pref. | 1r      |              |
| 1993/94   | 5      | Reg. Pref. | 1r      |              |
| 1994/95   | 4      | 3a         | 16è     |              |
| 1995/96   | 4      | 3a         | 17è     |              |
| 1996/97   | 4      | 3a         | 21è     |              |
| 1997/98   | 5      | Reg. Pref. | —       |              |
| 1998/99   | 5      | Reg. Pref. | —       |              |
| 1999/00   | 5      | Reg. Pref. | —       |              |
| 2000/01   | 5      | Reg. Pref. | 10è     |              |

| Temporada | Nivell | Divisió    | Posició | Copa del Rei |
| --------- | ------ | ---------- | ------- | ------------ |
| 2001/02   | 5      | Reg. Pref. | 16è     |              |
| 2002/03   | 6      | 1a Prov.   | —       |              |
| 2003/04   | 6      | 1a Prov.   | —       |              |
| 2004/05   | 6      | Reg. Pref. | —       |              |
| 2005/06   | 6      | Reg. Pref. | —       |              |
| 2006/07   | 5      | 1a Anda.   | 7è      |              |
| 2007/08   | 5      | 1a Anda.   | —       |              |
| 2008/09   | 5      | 1a Anda.   | 2n      |              |
| 2009/10   | 5      | 1a Anda.   | 1r      |              |
| 2010/11   | 4      | 3a         | 14è     |              |
| 2011/12   | 4      | 3a         | 11è     |              |
| 2012/13   | 4      | 3a         | 12è     |              |
| 2013/14   | 4      | 3a         | 10è     |              |
| 2014/15   | 4      | 3a         | 7è      |              |
| 2015/16   | 4      | 3a         | 19è     |              |
| 2016/17   | 5      | Div. Honor | 7è.     |              |
| 2017/18   | 5      | Div. Honor | 3rd.    |              |
| 2018/19   | 4      | 3a         | 17è     |              |
| 2019/20   | 4      | 3a         | 12è     |              |
| 2020/21   | 4      | 3a         |         |              |